# Agrias lucasi
Agrias lucasi är en fjärilsart som beskrevs av Le Moult 1931. Agrias lucasi ingår i släktet Agrias och familjen praktfjärilar. Inga underarter finns listade i Catalogue of Life.